# Михайлів Олександр Павлович
Олекса́ндр Па́влович Миха́йлів (23 серпня 1868, Санкт-Петербург, Російська імперія — ?) — генерал-поручник Армії УНР.

## Біографія
Походив з почесних громадян Санкт-Петербурга.
Закінчив 3-тє військове Олександрійське училище (у 1886 році), Михайлівське артилерійське училище (у 1888 році), Михайлівську артилерійську академію. Після закінчення училища служив у 37-й артилерійській бригаді. 28 травня 1893 року був приділений до гвардійської артилерії, служив на військово-інженерних посадах у Санкт-Петербурзькому арсеналі. З 28 травня 1904 року — полковник. З 16 квітня 1909 року — штаб-офіцер для доручень при управлінні генерального інспектора артилерії. З 16 листопада 1911 року — технік Санкт-Петербурзького патронного заводу. З 16 листопада 1912 року — старший технік Брянського арсеналу. З 6 грудня 1913 року — начальник Хабаровського арсеналу. З 6 квітня 1914 року — генерал-майор.
З 26 липня 1917 року служив в Україні начальником Київського арсеналу. З 1 жовтня 1918 року — старший гарматний технік Головного артилерійського управління (ГАУ) Армії Української Держави. З 22 жовтня 1918 року — член науково-технічного артилерійського комітету ГАУ Армії Української Держави. З 1 травня 1919 року — начальник відділу прийому технічної управи ГАУ Дієвої Армії УНР. З 24 червня 1919 року — керуючий справами мобілізації та прийому ГАУ Дієвої Армії УНР. З 16 листопада 1919 року перебував поза штатом у зв'язку з розформуванням ГАУ. З 9 лютого 1920 року — член організаційного комітету ГАУ Армії УНР. З 25 квітня 1920 року — начальник відділу прийому Артилерійської управи Військового міністерства УНР. З 1 серпня 1920 року — т. в. о. голови Артилерійського комітету Артилерійської управи Військового міністерства УНР. За постановою Гонорової ради від 3 серпня 1921 року був підвищений до звання генерал-поручника.
Подальша доля невідома.